# North Star (Curved Air)
North Star is een studioalbum van Curved Air. Curved Air is voor de opnamen een muziekgroep, die dan weer wel en dan weer niet bestaat. Na een reünie in 2008 verscheen wel een aantal albums (zoals Reborn), maar die bevatten meest her- of live-opnamen van oude nummers. North Star bevat grotendeels nieuwe muziek, maar ook een aantal covers. De opnames vonden plaats in diverse geluidsstudio’s, de productie vond plaats in Ilkatron Studio. De zang van Sonja Kristina werd opgenomen in de geluidsstudio WOW van Marvin Ayres, muziekpartner van Kristina. Gitarist Kit Morgan schreef wel mee aan diverse nummers, maar verliet Curved Air voordat het album werd opgenomen. 

## Musici
- Sonja Kristina – zang
- Florian Pilkington-Miksa – slagwerk
- Kirby Gregory – gitaar
- Chris Harris – basgitaar, elektrische contrabas
- Robert Norton – toetsinstrumenten
- Paul Sax – (elektrische) viool

## Muziek
| Nr. | Titel                                                                                 | Duur |
| --- | ------------------------------------------------------------------------------------- | ---- |
| 1.  | Stay human (Harris, Kristina, Morgan, Norton, Pilkington-Miksa, Sax)                  | 3:50 |
| 2.  | Time games (Harris, Kristina, Morgan, Norton, Pilkington-Miksa, Sax)                  | 6:23 |
| 3.  | Puppets (Darryl Way, Kristina)                                                        | 5:20 |
| 4.  | Images and signs (Harris, Kristina, Morgan, Norton, Pilkington-Miksa, Sax)            | 6:44 |
| 5.  | Interplay (Harris, Kristina, Morgan, Norton, Pilkington-Miksa, Sax)                   | 5:41 |
| 6.  | Spider (Harris, Kristina, Morgan, Norton, Pilkington-Miksa, Sax)                      | 4:39 |
| 7.  | Magnetism (Harris, Kristina, Morgan, Norton, Pilkington-Miksa, Sax)                   | 6:32 |
| 8.  | Colder than a rose in snow (Paul Travis, Norma Tager)                                 | 4:26 |
| 9.  | Spirits in the material world (Gordon Sumner)                                         | 4:58 |
| 10. | Old town news (Harris, Kristina, Morgan, Norton, Pilkington-Miksa, Sax)               | 5:08 |
| 11. | Situations (Darryl Way, Robert Martin)                                                | 6:14 |
| 12. | Chasing cars (Gary Lightbody, Nathan Connolly, Jonny Quinn, Tom Simpson, Paul Wilson) | 4:54 |
| 13. | Young mother (Darryl Way, Kristina)                                                   | 6:45 |
| 14. | Across the universe (John Lennon, Paul McCartney)                                     | 4:20 |

Puppets en Young mother zijn afkomstig van Second Album van Curved Air, toen Darryl Way nog lid van de band was. Situations is afkomstig van Airconditioning, Way en Martin waren toen bandlid. Colder than a rose in snow is afkomstig van het soloalbum Sonja Kristina uit 1980. Spirits in the material world is een cover van de gelijknamige hit van The Police, waarvan de drummer Stewart Copeland enige tijd deel uitmaakte van Curved Air. Chasing cars is een cover van een nummer van Snow Patrol, Across the universe een cover van een nummer van The Beatles.